# Sour El Ghozlane
Sour El-Ghozlane (în arabă صور الغزلان) este o comună din provincia Bouira, Algeria.
Populația comunei este de 50.120 de locuitori (2008).

## Personalități născute aici
- Jean-Claude Brialy (1933 - 2007), actor, regizor francez.